# ヴィフレド・ラム
ヴィフレド・オスカー・デ・ラ・コンセプシィオン・ラム・イ・カスティージャ（Wifredo Óscar de la Concepción Lam y Castilla、中国名:林飛龍、1902年12月8日 - 1982年9月11日）、通称：ヴィフルド・ラム（Wifredo Lam）は、キューバの画家。西洋の現代性とアフリカやキューバのシンボルを併せ持ち、不思議で同時代性のある表現形態を生み出し、交配された絵を提唱した。ピカソやラムをその一人と認知していたシュールレアリスムの人々に近かった。また、写象主義者やPhases、CoBrAとも交流した。
ラムは、マルティニーク出身の詩人エメ・セゼールと同じ戦いに身を投じることで、長く抑圧されてきた現実からの自由や正義のため、国の悲劇やその原因、そして黒人の精神を描き、生命の尊厳を守るため独自の表現形態を生み出した。

## 来歴

### 家族
ヴィフレド・ラムはキューバが共和国を宣言した年に生まれた。それはスペイン人の支配から3世紀後であった。本来はWilfredoと命名されたが、行政上のミスで「l」の一文字が見落とされ、「ヴィフレド」という名前になった。
ラムは八番目の末っ子である。1862年生まれの母アナ・セラフィーナ・カスティーリャは強制移送されてきたコンゴ人とスペイン人との混血である。父エンリケ・ラム・ヤムは、1818年生まれのアメリカに移住してきた広州市出身の中国人である。父は1860年にサンフランシスコに住み、十年後初めてキューバに移る。最終的にキューバのサグア・ラ・グランデに住み、商売をする。いくつもの広東語の方言を知っていたため、中国系移民のために代書人として働く教養人であった。1926年に108歳で亡くなり、妻はその後1944年に亡くなった。
セグア・ラ・グランデは北の海岸沿いの小さな町で、ラス・ビージャス地方の砂糖作りの中心地である。その地でラムは、いくつかの文化や信仰が混じり合った環境の中で少年時代を過ごす。５歳の時に洗礼を受けさせた母が属していたキューバ系カトリック、父がしていた祖先への信仰、そしてアフリカの伝統の中で。マントニカと呼ばれていた代母のアントニカ・ウィルソンに、彼は礼拝や神秘の基礎を教わり、精霊や目に見えないものの世界を開かせた。

### 早熟な天職
ラムは生まれた町の下町で公立の学校に通う。彼は７歳にして芸術家としての使命に目覚め、デッサンに情熱を注いだ。彼はとても早くレオナルド・ダ・ヴィンチやベラスケス、ゴヤ、そしてポール・ゴーギャンやウジェーヌ・デラクロワにも興味をもった。
1916年、すでに年老いた父は田舎に残ったが、ラムと家族の一部はハバナに居を構えた。彼は町の植物園の中で絵を描いた。彼は芸術の教育を受けるのに、法律の勉強を諦め、肖像画家になる。1918年から1923年までの間サン・アルジャンドラ国立芸術アカデミーに登録し、Leopoldo RomañachやArmando Menocalに師事する。それまでは家系により中国籍であったが、21歳の時にキューバ国籍を取得した。中国人であるよりもまずキューバ人であることを常に感じていたと話している。

### スペイン
1924年から1926年まで、スペインの首都マドリッドにある王立サン・フェルナンド美術アカデミーに入る。授業は、肖像画家であり教授でもあったプラド美術館の館長Fernando Álvarez de Sotomayorから受けていたが、彼は伝統のみで判断する人であった。また、彼はかつてサルバドール・ダリの先生であった。
1925年から、マドリッドにおける反動的な教育から逃れるため、反画一主義の画家（ダリ、フランシスコ・ボレス、ベンジャミン・パレンシア、ホセ・モレノ・ヴィジャなど）の支援を受けたジュリオ・モワゼが創設したl'Escuela Libre de Paisajeに通った。
ラムは1923年から1938年までスペインで生活した。マドリッドに一番長くいたが、クエンカやレオンそしてバルセロナでも生活した。長い学びと探求の期間であった。伝統的教育にもかかわらず、古い世界は啓示者の役割を果たした。まずは古い考えの教師のバイアスによって。プラド美術館に飾られている独裁者を暴きだしたすべての人々（ヒエロニムス・ボス、ブリューゲル、アルベルヒト・デューラー、ゴヤなど）に惹かれた。彼は反逆的で反体制の芸術家に親近感を覚えた。また彼は、芸術の起源、西洋やアフリカの先史時代、擬古主義にも興味を示した。ポール・セザンヌやアンリ・マティス、そして特に1929年に出会ったピカソの絵に。それは啓示であった。それ以後ラムは、≪すべての人のために、民主的で全体に通じる構成≫をもった絵を描きたいと願った。スペインはラムにとって、悲劇的な経験の土地であった。個人的な苦しみ（1931年に妻と息子を失っている）が、歴史的悲劇（ファシズムの台頭と市民戦争）に加わった。1936年7月18日から共和主義者に加担し、マドリッドの防衛に参加し、軍需工場で働いた。彼がその地を立つ少し前、二番目の妻となるヘレナ・ホルツァーと出会っている。

### フランス
ラムは1938年5月パリへ旅立つためにスペインを離れ、1940年までその地に住まう。この滞在が主要な重要性を帯びた。ラムにとって≪自由の扇動者≫になるピカソは、彼を迎え入れた。このスペイン人は彼にジョルジュ・ブラック、アンドレ・ブルトン、ポール・エリュアード、フェルナンド・レジェ、ミシェル・レイリス、マチス、ジョアン・ミロ、トリスタン・ツァラ、クリスチアン・ゼルヴォス、そして同じように芸術商人のダニエル＝ヘンリー・カーンワイラーやピエール・ローブを紹介した。

### 亡命し、キューバに戻る
1940年6月のフランスの敗北の後、ラムはパリを離れマルセイユに行く。10月、そこには知識人やナチズムに敵意を持つ芸術家、その中にはブルトン周辺のシュールレアリストもいた。1941年2月、ヴァリアン・フライとダニエル・ベネデット率いる緊急救助委員会によってフランスを離れることができた。1941年4月から5月までマルティニークに初めて寄港している。ブルトンのおかげで、フォール＝ド＝フランスで雑誌『熱帯』を見つけ、その創始者であるスザンヌ・セゼールとエメ・セゼールの夫妻と出会った。このキューバ人画家と若いマルティニークの詩人との間には大きな友情がはぐくまれ始めた。ラムは、セゼールやレオポール・セダール・サンゴール、レオン・ゴントロン・ダマなどが不正義や植民地の専制主義に対して起こしていた戦いに親近感を感じていた。
ラムは1941年8月にキューバに着く。彼は、バチスタ体制下の黒人たちの惨めな状態によって混乱した自身の国に馴染めずにいたー≪戻ってみたものは、地獄のようであった≫。≪若いころのあらゆる植民地の悲劇が私に蘇ってきた≫。これがきっかけとなり、カンバスは告発と反抗の武器となった。子供時代の魔術的世界の中から取り出し、専門家やその筋の方（民俗学者のリディア・カブレラといった）から教わったサンテリア（santeria）のセレモニーやアバクアス(abakuas)の儀式から着想を得て、≪そして、私はアフリカに向けた絵を描き始めた≫。しかしラムは無神論者でいた。抑圧され隷属された人民の神話を蘇らせることで自身の国家の悲劇を描いた。1944年にニューヨークで展示した作品ジャングルは物議をかもしたが、1945年にはMoMAに購入された。ラムは以後、完全に自由の中で絵を描いた。

### 再び見出した旅する自由
戦争の終わりは、旅や出会い、新たな発見の終わりでもあった。彼の作品は、国際的な認知の対象であった。キューバを拠点とし、彼は1945年の終わり頃からハイチ人詩人クレモン・マグロワール・サン・オードと関係のあるハイチを訪れた。そしてフランスとニューヨーク（1946年と1948年）にも。島で独裁をもたらした1952年5月10日のバチスタのクーデター後－パリからスウェーデンを経てベネズエラに（1955年、1956年そして1957年）、マト＝グロッソ（1956年）、メキシコ（1957年）、キューバ（1958年）、シカゴ（1958年と1960年）を訪れている。創作は決して止めず、記念碑的でトーテミズムかつ神話的、そして難解なカンバス、陶磁器の壁画、版画…作品上の初めてのモノグラフィの時期であった。1960年に若いスウェーデン人の芸術家ルー・ローリンと結婚する。カストロの革命後、キューバは彼を1963年に熱狂的な歓迎をもって受け入れた。ラムは頻繁に訪れ、大統領府のため絵画第三世界を描いた。

### アルビッソラ
1957年から、ラムは定期的にイタリアへ赴き、小さな海辺の町アルビッソラ・マリーナに滞在する。そこで彼はたくさんの芸術家と知り合う：アスガー・ヨーン、エンリコ・バイ、カレル・アペル、コルネイル・マッタ、トゥーリオ・マゾッティ、ピエロ・マンゾーニ、ダンジェロ、エドゥアール・ジャガー、ロベルト・クリッパ、ギー・ドゥボール、アゲーノール・ファブリなど。自由かつ友好的で、創作や芸術的な競争心に向いているこの環境に惹かれ、1年のうち数か月をここで過ごすことを決めた。1960年代から、それはその後20年近く、絵を描く拠点となっていく。ジョルヌは何度も彼に陶磁器の手ほどきをしてくれた。彼は1975年にだけそのことを楽しんだ。彼がこの新しい技巧と≪創造的な自由≫に情熱を持てたのは、サン・ジョルジュのアトリエでだけだった。
世界を通してたくさん展示してきたラムは、その時代のコンテンポラリーアートの主要な集会に招待された：カッセルのドクメンタⅡとⅢ（1959年と1964年）；ヴェニスのビエンナール（1972年）。パリでは、1954年から1982年の5月サロンを忠実に果たした。ラムは、1967年キューバに5月サロンを移し、そこでは招待されたすべての芸術家とキューバ人芸術家によって制作された作品を集めたキューバ・コレクティバが実現された。

### 詩人たちとの対話
1969年代から、ラムはたくさんの版画を制作した。その仕事の大部分は、親交のあった詩人たちの挿絵に充てられている：エメ・セゼール、アンドレ・ブルトン、ルネ・シャール、エドゥアール・グリッサン、アラン・ジュフロワ、ミシェル・レリス、ゲラシム・ルカ、アンドレ・ピエール・ド・マンディアルグ、クレマン・マグロワール=サン=トーブ、トリスタン・ツァラ。

### 活動的で故郷を思った晩年
ラムは脳の発作に打ちのめされていた頃の1978年8月、ジョルジオ・ウピグリオのミランのアトリエで仕事をしていた。彼は半身不随で車椅子の状態から抜け出ていた。生まれ故郷に対する望郷の念が強くなっていった。その頃から、キューバとアルビッソラで暮らすようになり、1982年9月11日パリで亡くなった。国葬が12月8日ハバナで執り行われた。